# チャン・ワタナカ
チャン・ワタナカ（クメール語: ចាន់ វឌ្ឍនាកា, 英語: Chan Vathanaka, 1994年1月23日 - ）は、カンボジア・カンポット州出身の同国代表サッカー選手。ボーウング・ケット・アンコール所属。ポジションはフォワード（FW）。カンボジア人初のJリーガー。

## 経歴
2014シーズンのカンボジア・リーグで年間最優秀選手賞（MVP）を受賞した。
2015年7月11日、12-2で大勝したキリヴォン・ソク・セン・チェイFC戦で8ゴールを決め、カンボジア・リーグで1試合8ゴールを記録した最初の選手になった。2015シーズンは最終節に前年度王者で首位争いをしていたプノンペン・クラウン相手にハットトリックを達成するなどレギュラーシーズンだけで35ゴールを決め、チームをレギュラーシーズン王者に導いた。2008年以降の過去7シーズンに30ゴール以上を記録した選手はいなかった。ボーウング・ケット・アンコールはプレーオフ準決勝でナガワールドに敗れて優勝を逃したが、プレーオフでも2ゴールを決め、リーグ得点王に輝くと共に2シーズン連続でMVPに選ばれた。
同年、レギュラーシーズン1位チームとして臨んだメコンクラブチャンピオンシップ2015の第1試合ラオ・トヨタ戦で2ゴールを決め、準決勝では前大会王者のベカメックス・ビンズオン相手にハットトリックを達成した。大会最多の5ゴールを決め、MVPに選ばれた。
2016年オフには多くの国のクラブが争奪戦に乗り出したが、「アジア最高峰のJリーグで経験を積みたい」と自ら望みJ3・藤枝MYFCへの期限付き移籍を実現させ加入した。母国カンボジアでも大きな注目を集め、藤枝がカンボジアの公用語であるクメール語の公式フェイスブックを開設したところ、フォロワー数は日本語版の約1万3千人を上回る4万9千人超に達し、カンボジアでは藤枝のリーグ戦全試合が生中継されるほどの人気だった。しかしJ3リーグでわずか1試合3分のみの出場にとどまった（出場試合当日は「カンボジアマッチデー」と題しカンボジア関連の各種イベントが開催された）。監督の大石篤人は「プレースキックの精度は素晴らしい。ただ、プレーの連続性に関してはまだまだ足りないところがある」と評した。2017年をもって契約満了により退団。「初めて海外でサッカーをしましたが、Jリーグは本当にレベルが高いと感じました。藤枝MYFCで学んだ守備は、カンボジアサッカーのレベルが高くなる為にカンボジアの選手たちに伝えたいと思います。今まで本当にお世話になりました。」とコメントした。
2018年、マレーシアのパハンFAへ移籍。リーグ戦9試合に先発出場し1得点を決めるが、5月9日、中島ファラン一生らの加入に伴って契約解除された。6月23日、ボーウング・ケットへの復帰が発表された。

## 代表
2015年3月12日、2018 FIFAワールドカップ・アジア1次予選のマカオ戦で2ゴールを決め、カンボジア代表初の1次予選突破に貢献した。
2018年11月20日、AFFスズキカップのラオス戦で前半18分に先制点を挙げ、カンボジア代表の実質的な監督を務める本田圭佑の就任後初白星に貢献した。

## 個人成績
| 国内大会個人成績               | 国内大会個人成績     | 国内大会個人成績 | 国内大会個人成績 | 国内大会個人成績 | 国内大会個人成績 | 国内大会個人成績 | 国内大会個人成績 | 国内大会個人成績 | 国内大会個人成績 | 国内大会個人成績 | 国内大会個人成績 |
| 年度                           | クラブ               | 背番号           | リーグ           | リーグ戦         | リーグ戦         | リーグ杯         | リーグ杯         | オープン杯       | オープン杯       | 期間通算         | 期間通算         |
| 年度                           | クラブ               | 背番号           | リーグ           | 出場             | 得点             | 出場             | 得点             | 出場             | 得点             | 出場             | 得点             |
| カンボジア                     | カンボジア           | カンボジア       | カンボジア       | リーグ戦         | リーグ戦         | リーグ杯         | リーグ杯         | オープン杯       | オープン杯       | 期間通算         | 期間通算         |
| ------------------------------ | -------------------- | ---------------- | ---------------- | ---------------- | ---------------- | ---------------- | ---------------- | ---------------- | ---------------- | ---------------- | ---------------- |
| 2011                           | プレア・カン・リーチ |                  | メトフォン・C    |                  |                  |                  |                  |                  |                  |                  |                  |
| 2012                           | プレア・カン・リーチ |                  | メトフォン・C    |                  |                  |                  |                  |                  |                  |                  |                  |
| ボーウング・ケット・アンコール |                      |                  | メトフォン・C    |                  |                  |                  |                  |                  |                  |                  |                  |
| 2013                           | 11                   |                  | メトフォン・C    |                  |                  |                  |                  |                  |                  |                  |                  |
| 2014                           | 11                   |                  | メトフォン・C    |                  |                  |                  |                  |                  |                  |                  |                  |
| 2015                           | 11                   |                  | メトフォン・C    |                  |                  |                  |                  |                  |                  |                  |                  |
| 2016                           | 11                   |                  | メトフォン・C    |                  |                  |                  |                  |                  |                  |                  |                  |
| 日本                           | 日本                 | 日本             | 日本             | リーグ戦         | リーグ戦         | リーグ杯         | リーグ杯         | 天皇杯           | 天皇杯           | 期間通算         | 期間通算         |
| 2017                           | 藤枝                 | 11               | J3               | 1                | 0                | -                | -                | 0                | 0                | 1                | 0                |
| 通算                           | カンボジア           | カンボジア       | メトフォン・C    |                  |                  |                  |                  |                  |                  |                  |                  |
| 通算                           | 日本                 | 日本             | J3               | 1                | 0                | -                | -                | 0                | 0                | 1                | 0                |
| 総通算                         |                      |                  |                  |                  |                  |                  |                  |                  |                  |                  |                  |

- Jリーグ初出場 - 2017年10月22日 J3 第28節 対SC相模原戦 (エコパスタジアム) ※87分に北川滉平に代わって途中出場[19]。

## 代表歴

### 試合数
- 国際Aマッチ 52試合 19得点（2013年-）[20]

| カンボジア代表 | 国際Aマッチ | 国際Aマッチ |
| 年             | 出場        | 得点        |
| -------------- | ----------- | ----------- |
| 2013           | 2           | 0           |
| 2014           | 6           | 2           |
| 2015           | 6           | 2           |
| 2016           | 14          | 6           |
| 2017           | 9           | 3           |
| 2018           | 8           | 3           |
| 2019           | 0           | 0           |
| 2020           | 0           | 0           |
| 2021           | 4           | 3           |
| 2022           | 0           | 0           |
| 2023           | 3           | 0           |
| 通算           | 52          | 19          |

### 得点
| #   | 年月日         | 開催地                     | 対戦相手             | スコア | 勝敗 | 大会名                                 |
| --- | -------------- | -------------------------- | -------------------- | ------ | ---- | -------------------------------------- |
| 1.  | 2014年10月8日  | 中華民国（台湾） , 台北市  | チャイニーズタイペイ | 1–0    | 2–0  | 親善試合                               |
| 2.  | 2014年10月8日  | 中華民国（台湾） , 台北市  | チャイニーズタイペイ | 2–0    | 2–0  | 親善試合                               |
| 3.  | 2015年3月12日  | カンボジア, プノンペン     | マカオ               | 1–0    | 3–0  | 2018 FIFAワールドカップ・アジア1次予選 |
| 4.  | 2015年3月12日  | カンボジア, プノンペン     | マカオ               | 2–0    | 3–0  | 2018 FIFAワールドカップ・アジア1次予選 |
| 5.  | 2016年7月28日  | カンボジア, プノンペン     | シンガポール         | 1–0    | 2–1  | 親善試合                               |
| 6.  | 2016年9月1日   | 香港                       | 香港                 | 2–3    | 2–4  | 親善試合                               |
| 7.  | 2016年10月21日 | カンボジア, プノンペン     | 東ティモール         | 2–0    | 3–2  | 2016 AFFスズキカップ (予選)            |
| 8.  | 2016年10月21日 | カンボジア, プノンペン     | 東ティモール         | 3–2    | 3–2  | 2016 AFFスズキカップ (予選)            |
| 9.  | 2016年11月20日 | ミャンマー, ヤンゴン       | マレーシア           | 1–0    | 2–3  | 2016 AFFスズキカップ                   |
| 10. | 2016年11月20日 | ミャンマー, ヤンゴン       | マレーシア           | 2–1    | 2–3  | 2016 AFFスズキカップ                   |
| 11. | 2017年3月22日  | カンボジア, プノンペン     | インド               | 2–3    | 2–3  | 親善試合                               |
| 12. | 2017年9月5日   | カンボジア, プノンペン     | ベトナム             | 1–1    | 1–2  | AFCアジアカップ2019 (予選)・3次予選    |
| 13. | 2017年10月5日  | インドネシア, ブカシ       | インドネシア         | 1–2    | 1–3  | 親善試合                               |
| 14. | 2018年10月12日 | カンボジア, プノンペン     | 東ティモール         | 1–1    | 2–2  | 親善試合                               |
| 15. | 2018年11月12日 | ミャンマー, マンダレー     | ミャンマー           | 1–0    | 1–4  | 2018 AFFスズキカップ                   |
| 16. | 2018年11月20日 | カンボジア, プノンペン     | ラオス               | 1–0    | 3–1  | 2018 AFFスズキカップ                   |
| 17. | 2021年10月9日  | バーレーン, イーサ・タウン | グアム               | 1–0    | 1–0  | AFCアジアカップ2023 (予選)・プレーオフ |
| 18. | 2021年11月15日 | シンガポール, ビシャン     | ラオス               | 1–0    | 3–0  | 2020 AFFスズキカップ                   |
| 19. | 2021年11月15日 | シンガポール, ビシャン     | ラオス               | 2–0    | 3–0  | 2020 AFFスズキカップ                   |

## タイトル

### 個人
- カンボジア・リーグ 得点王 (2) : 2015, 2016
- カンボジア・リーグ 年間最優秀選手 (3) : 2014, 2015, 2016
- メコンクラブチャンピオンシップ 得点王 (1) : 2015
- メコンクラブチャンピオンシップ 大会最優秀選手 (1) : 2015